# Orzowei
Orzowei è un romanzo di Alberto Manzi pubblicato nel 1955 e da cui hanno avuto origine una popolare serie televisiva per ragazzi e un film. Il libro è stato tradotto in più lingue (almeno 32).

## Trama
Isa, un bambino bianco abbandonato nella foresta del Sud Africa, viene trovato ed allevato come un figlio da un vecchio grande guerriero e da una vecchia nutrice, ambedue appartenenti ad una tribù di Bantu di etnia Swazi. A causa della sua pelle chiara, Isa non riesce a farsi accettare del tutto dai membri del villaggio, che per schernirlo lo chiamano Orzowei, il "trovato". Particolarmente ostile è Mesei, il figlio del capo del villaggio. A causa del pregiudizio razziale, Isa non viene accolto fra gli adulti guerrieri della tribù pur avendo superato la drammatica prova dell'iniziazione. Decide quindi di allontanarsi dal villaggio e si rifugia nella foresta, dove viene accolto da una tribù di Boscimani e nuovamente adottato come un figlio dal saggio Pao. Riesce anche a vestirsi con la pelliccia del leopardo che ha ucciso. Pao stesso, però, inviterà Isa a conoscere i bianchi, insegnandogli ad amarli e a capirli. Isa verrà a contatto con una comunità di Boeri, i quali lo tratteranno peggio di quanto avessero fatto i neri fino a quel momento - dai bianchi prenderà anche delle frustate. Poco più che tollerato, tornerà tra i neri suo malgrado e si troverà a lottare contro gli Swazi che lo hanno allevato per primi, e a porre fine al conflitto sconfiggendo proprio il suo nemico di sempre, Mesei, mentre i Boscimani vincono la guerra nel villaggio nemico in fiamme.

## Miniserie televisiva
Nel 1977 venne realizzata la miniserie televisiva Orzowei, il figlio della savana, co-produzione italo-tedesca (per l'Italia Oniro Film di Gioacchino Sofia), che venne trasmessa sulla prima rete Rai, alle 19:20, in 13 puntate da 25 minuti a partire dal 28 aprile 1977. Protagonista nel ruolo di Orzowei era Peter Marshall. Il telefilm è ricordato anche per la sigla omonima degli Oliver Onions.

## Edizioni
- Alberto Manzi, Orzowei, Firenze, Vallecchi, 1955
- Alberto Manzi, Orzowei, collana Classici illustrati, Fabbri, 2006, ISBN 88-451-1882-7.